# Cjamango
Cjamango è un film italiano del 1967 diretto da Edoardo Mulargia.

## Trama
Cjamango vince un sacco d'oro in una partita di poker, con un bandito messicano. Cjamango viene subito attaccato da El Tigre e Don Pablo che gli portano via tutto. Cjamango sperando di riconquistare ciò che gli appartiene, si mette sulle loro tracce per vendicarsi.